# Konik z Dalarny

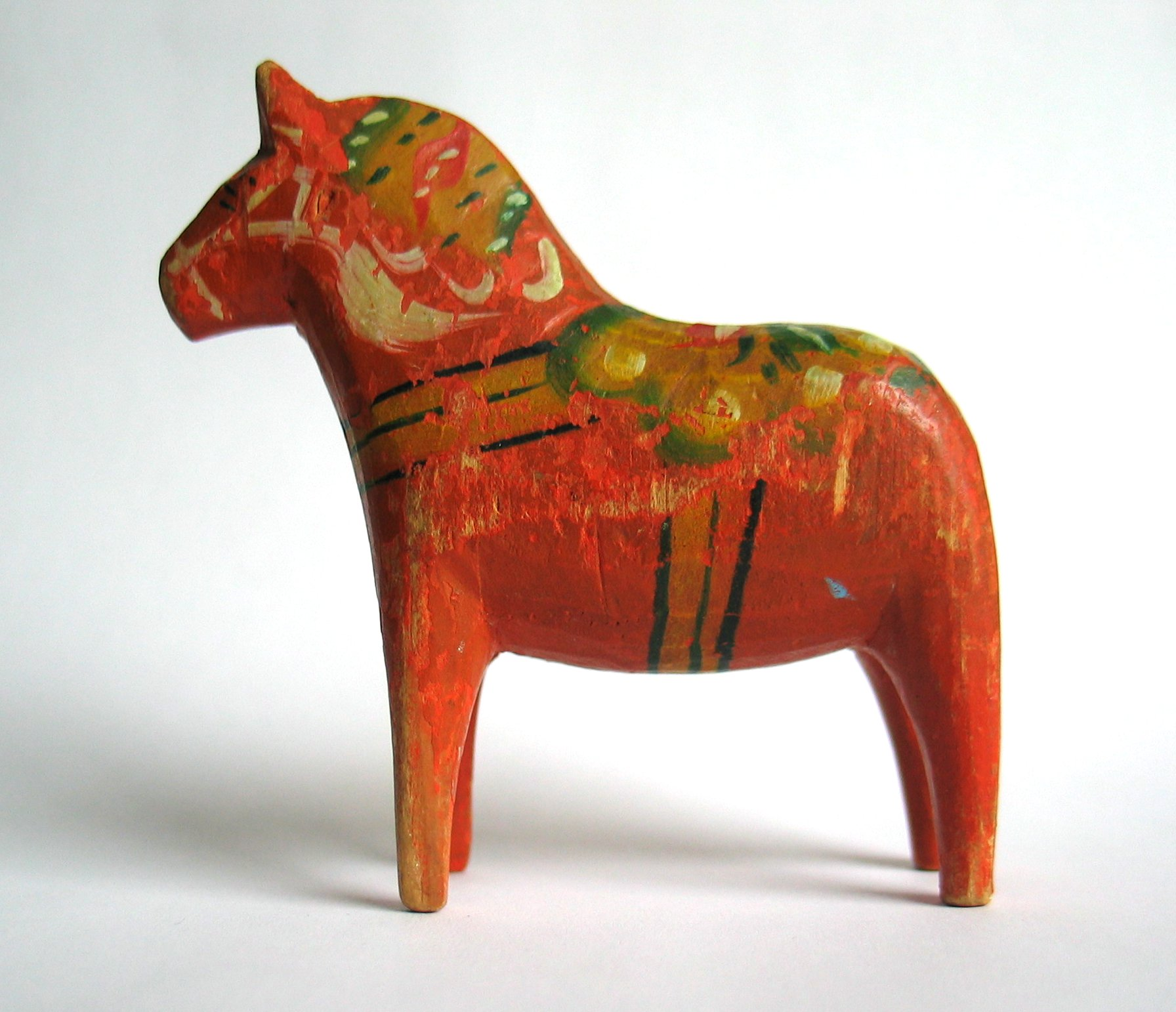
Konik z Dalarny pochodzący z połowy XX wieku

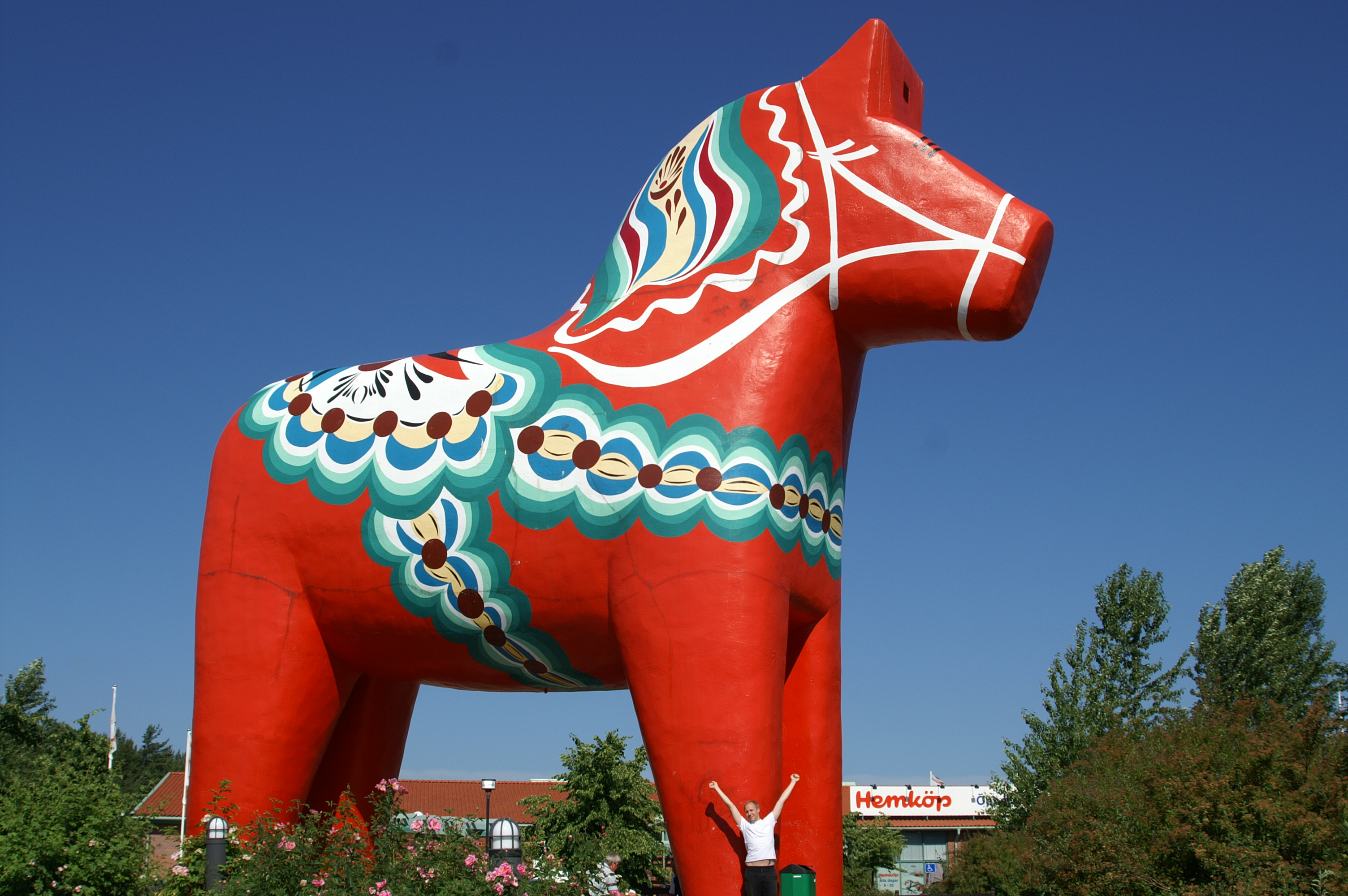
Pomnik konika w Aveście

Konik z Dalarny (szw. dalahäst) – ręcznie strugana i malowana figurka konika z drewna sosnowego. Wytwarzany w miejscowości Nusnäs, w gminie Mora, region Dalarna w centralnej części Szwecji.
Konik z Dalarny jest jednym z najbardziej rozpoznawalnych na świecie symboli Szwecji. Tradycją stało się dawanie rzeźby w prezencie. Dostawali je między innymi Bob Hope, Elvis Presley czy Bill Clinton.

## Historia
Historia strugania koników sięga roku 1624, kiedy odnotowano pierwszą wzmiankę o rzeźbie konika. Znalazł się na liście przedmiotów zakazanych. Potępiony przez biskupa Västerås, określony jako grzeszny przedmiot sprzedawany na targowiskach. Światową karierę figurka rozpoczęła w roku 1939, po prezentacji konika na Wystawie Światowej w Nowym Jorku.

## Wykonanie
Wstępny kształt wycinany jest mechanicznie. Następnie rzeźbę wykonują rzemieślnicy za pomocą nożyka. Kolejnym etapem jest zanurzenie w farbie gruntującej, a po wyschnięciu polerowanie. Tak przygotowane rzeźby przechodzą selekcję i tylko najlepsze egzemplarze kwalifikowane są do ostatecznej fazy obróbki. Zanurzane są w kolorowych barwnikach i malowane. Każdy egzemplarz, ze względu na ręczne wykonanie, jest niepowtarzalny i osiąga przy sprzedaży wysoką cenę. Wyrabiane są w wielkościach od 3 do 75 cm. Pierwotnie zabawki barwione były na kolor czerwony ze względu na łatwy dostęp do minerałów, z okolicznych pokładów miedzi. Obecnie do rzeźbienia wykorzystywane są wyselekcjonowane, najlepszej jakości sosny.

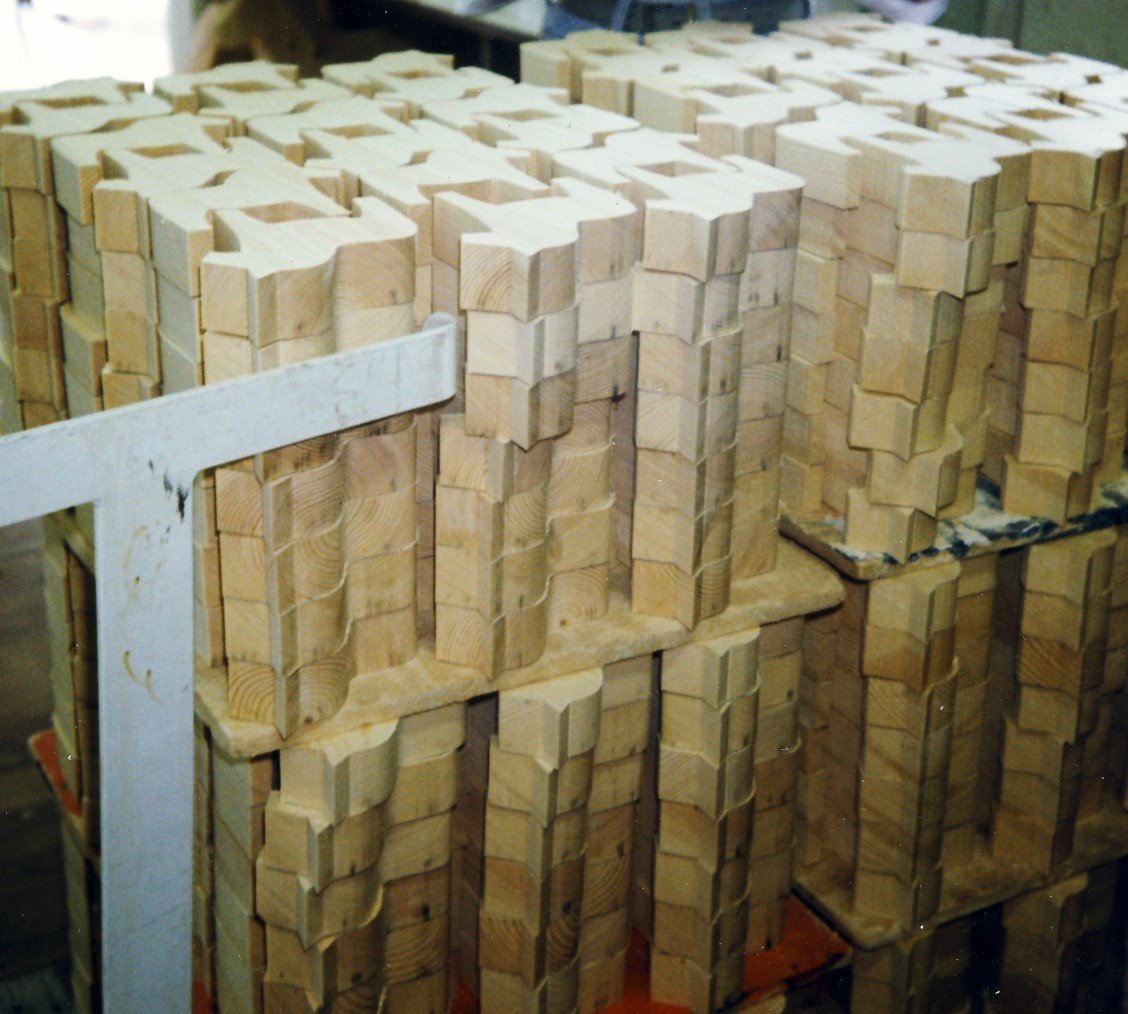
Wstępny kształt
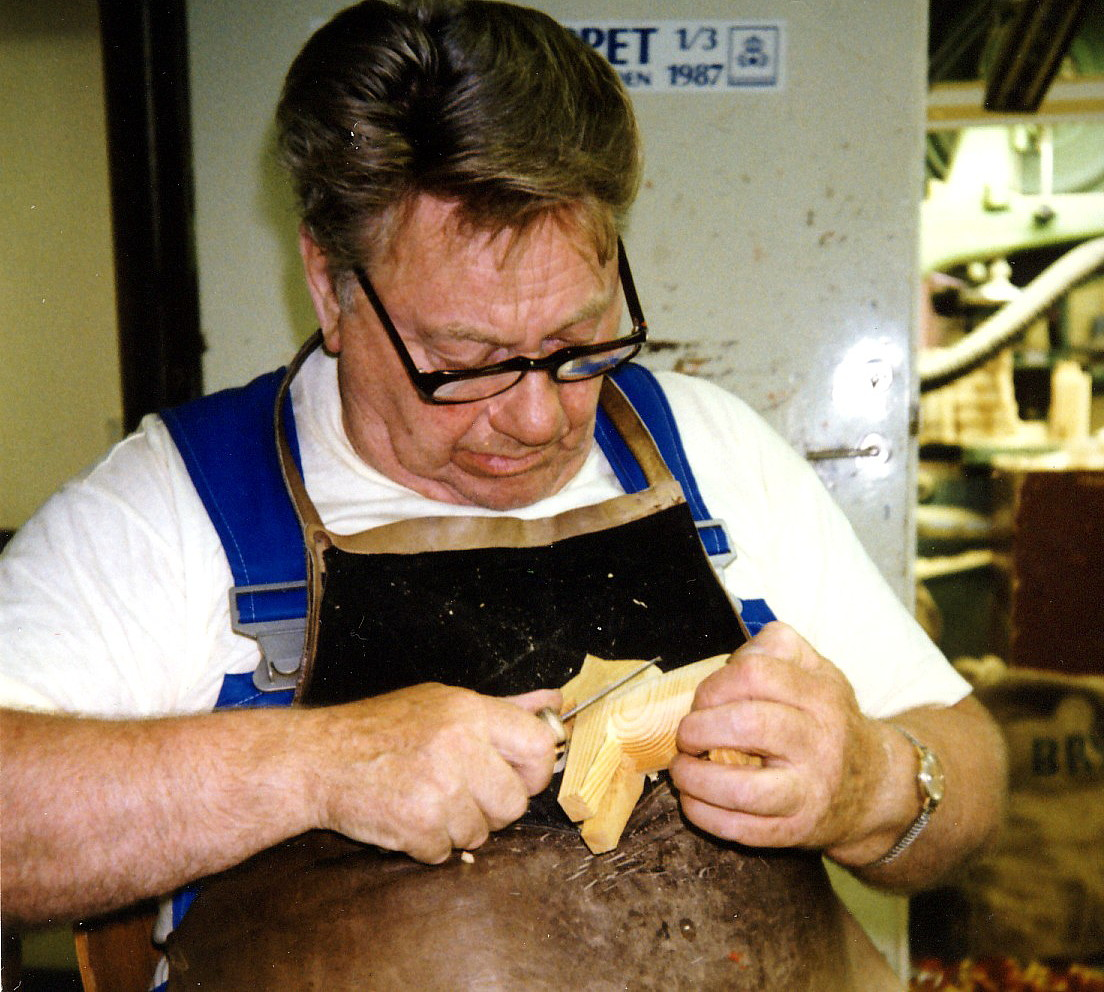
Rzeźbienie
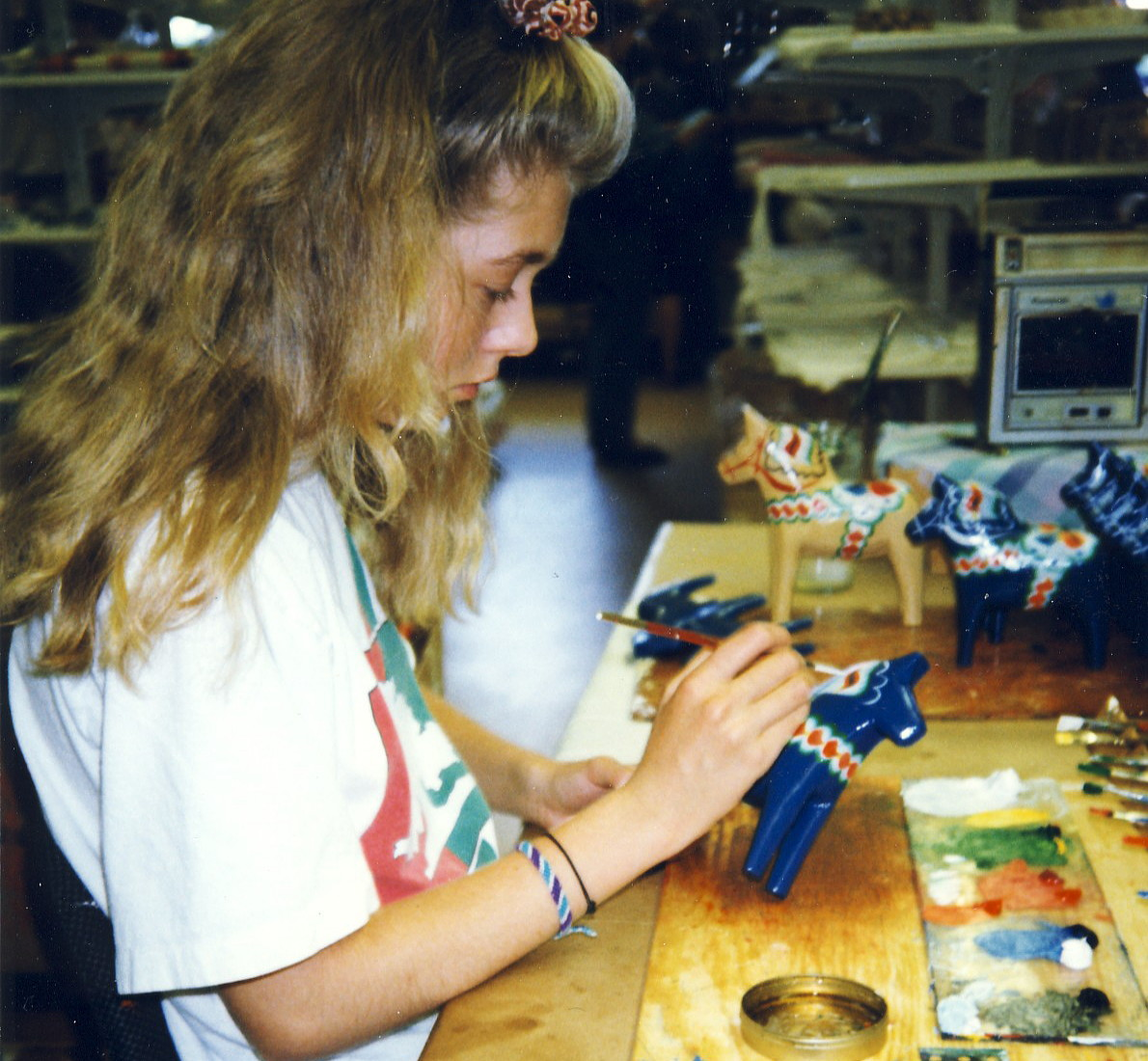
Malowanie
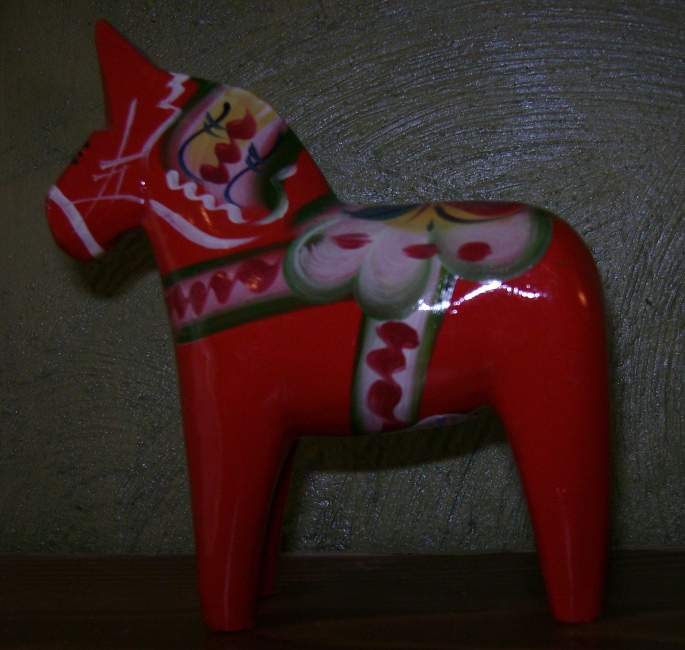
Konik z Dalarny

## Legendy
Drewniana postać konia, w ludowej tradycji Skandynawii, jest postacią odstraszającą złe demony. Wieszano go nad wejściem do domu. Legenda głosi, że w długie jesienno-zimowe wieczory, drwale w swoich chatach na wyrębie, oddaleni od rodzin, robili dla swoich dzieci zabawki w formie konika. Wracając do domu, wręczali dzieciom by strzegły ich przed złymi duchami.